# Kazimierz Mroziński
Kazimierz Henryk Mroziński (ur. 4 marca 1892 w Garwolinie, zm. 6 października 1941 w KL Auschwitz) – polski działacz społeczny, komendant Polskiej Organizacji Wojskowej i naczelnik straży pożarnej w Latowiczu, żołnierz Wojska Polskiego, przemysłowiec.

## Życiorys
W 1912 ukończył kurs przemysłowo-handlowy w Warszawie, następnie wyjechał do Stanów Zjednoczonych. Przez dwa lata mieszkał w stanie Wisconsin w miasteczku Milwaukee. W USA należał do organizacji polonijnych Związku Polaków Nar. i Strzelca Polskiego, gdzie prowadził aktywną działalność.
Po powrocie do Polski w 1914 zamieszkał w Łukowie. Prowadził działalność konspiracyjną, przewożąc pocztę polową do Warszawy. Pod koniec sierpnia 1914 został aresztowany za działalność konspiracyjną. W więzieniu przebywał krótko i po przekupieniu strażników wyszedł na wolność. Wyjechał do Mińska Mazowieckiego, gdzie ukrywał się przez rok.
17 kwietnia 1915 wstąpił do Ochotniczej Straży Pożarnej w Latowiczu. W 1915 ukończył kurs instruktorski, kurs podoficerski i kurs Szkoły Podchorążych w Skolimowie. 25 stycznia 1916 wstąpił do Polskiej Organizacji Wojskowej w Komendzie Latowicz I Okręgu 2 Obwodu, gdzie został mianowany komendantem. Przyjął pseudonim Sahajdaczny. Jako komendant 20-osobowego oddziału POW w Latowiczu szkolił strażaków – peowiaków w zakresie służby wojskowej.
Pod przykrywką legalnej działalności pożarniczej (Ochotniczej Straży Pożarnej w Latowiczu) prowadził działalność narodowo–patriotyczną. W latach 1917–1918 działał konspiracyjnie na terenach powiatów: garwolińskiego, łukowskiego, radzymińskiego i kaliskiego. Ścigany przez okupanta zdołał uniknąć kolejnego aresztowania. 11 listopada 1918 dowodził oddziałem Polskiej Organizacji Wojskowej z Latowicza, kierował rozbrojeniem 35-osobowego posterunku żandarmerii niemieckiej w Latowiczu i posterunku w Seroczynie. Dnia 11 listopada 1918 dowodził oddziałem POW w bitwie z Niemcami pod Stoczkiem Łukowskim.
Podczas wojny polsko-bolszewickiej został wcielony do 22 pułku piechoty, walczył na froncie. Dostał się do niewoli ukraińskiej, z której uciekł. Następnie przydzielony do batalionu zapasowego 22.pp, gdzie służył do lutego 1921.
Po zwolnieniu z Wojska Polskiego wrócił do Latowicza, gdzie prowadził karczmę i rzeźnię. Dekretem prezydenta Ignacego Mościckiego z dnia 16 marca 1933 został odznaczony Krzyżem Niepodległości. 
W latach 1921–1935 sprawował funkcję naczelnika Ochotniczej Straży Pożarnej w Latowiczu. 
14 lutego 1941 aresztowany przez Niemców, przewieziony na Pawiak, a następnie do obozu koncentracyjnego Auschwitz, gdzie 6 października 1941 został zamordowany.

## Ordery i odznaczenia
- Krzyż Niepodległości (16 marca 1933)[1]
- Krzyż POW
- Odznaka pamiątkowa „Orlęta”
- Gwiazda Przemyśla
- Odznaka pamiątkowa Rozbrojenie - Wypędzenie - Niemców